# Akční leták

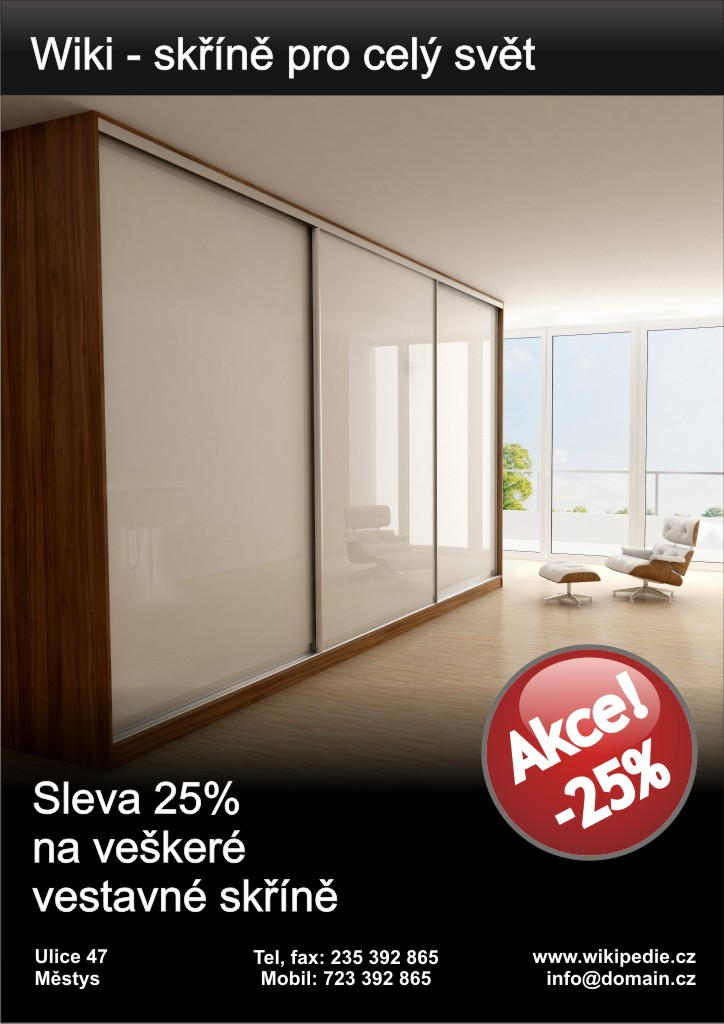
Akční leták

Akční leták je tištěný nebo elektronický materiál informující o právě probíhajících mimořádných slevách v maloobchodních nebo velkoobchodních řetězcích. Velká část letáků v ČR se tiskne v zahraničí a dováží se.

## Obsah
Akční leták zpravidla udává informace o vlastnostech zboží, původní ceně, nové (snížené) ceně a době platnosti akční nabídky. Na poslední straně dále otevírací doby a adresy prodejen obchodní sítě daného řetězce.
Trend akčních letáků má dva aspekty - jedním je snaha ušetřit a z ní vyplývající obliba u lidí, druhým je velká zátěž životního prostředí. Denně ve schránkách občanů skončí desítky tun akčních letáků. Z tohoto důvodu se průběžně stává moderní elektronická distribuce akčních letáků.

## Typy
- pravidelný - vychází opakovaně s určitou periodou (zpravidla 7, 14 dní nebo 1 měsíc)
- nepravidelný - vydávaný mimořádně

- tištěný
- elektronický (Pdf,JPEG)

## Distribuce
Tištěné letáky distribuuje řetězec zpravidla přes distribuční firmy (Česká distribuční, TNT atd.), nebo využívá služeb pošty. Elektronický leták si nakupující stahují z webových stránek řetězce nebo na specializovaných stránkách shromažďujících akční letáky všech prodejců.

## Elektronický leták
Elektronický leták je výraz pro speciální distribuci akčních letáků, která je prováděna pomocí internetu.
Dělí se na dva způsoby:
1. Od obchodníka - obchodník vystaví kopii tištěného letáku na svých oficiálních web. stránkách
2. Od specializovaných serverů - specializované servery tištění leták nascanují, graficky upraví pro vložení na web a poté ho vloží na specializované stránky.

Hlavními výhodami elektronického akčního letáku jsou:
- šetření životního prostředí
- dohledatelnost jakéhokoliv akčního letáku v jakékoliv době
- úspora nákladů na tisk a roznos letáků